# Oktjabrski rajon (Kursk)
Der Rajon Prjamizyno oder Oktjabrski Rajon ist eine Verwaltungseinheit in der russischen Oblast Kursk.
Der Verwaltungssitz des Rajons ist Prjamizyno.

## Geografie
Der Rajon grenzt an die Rajons Fatesch, Medwenka und Kurtschatow.

### Flüsse
Das Rajongebiet wird von den Flüssen Seim, Bolschaja Kuriza und Worobscha durchflossen.

### Klima
In diesem Rajon ist das Klima kalt und gemäßigt. Es gibt während des Jahres eine erhebliche Menge an Niederschläge. Dfb lautet die Klassifikation des Klimas nach Köppen und Geiger.

## Geschichte
Der Rajon Prjamizyno wurde am 30. Juli 1928 als Teil des Leninski rajon gegründet und seine heutigen Grenzen wurden erst 1970 festgelegt.

## Kommunale Selbstverwaltung
Auf dem Territorium des Rajons Prjamizyno bestehen 1 Stadt- und 10 Landgemeinden (Dorfsowjets).

### Stadtgemeinden
| Name                | Verwaltungssitz | Anzahl der Orte | Einwohner (2010) | Fläche [km²] |
| ------------------- | --------------- | --------------- | ---------------- | ------------ |
| Siedlung Prjamizyno | Prjamizyno      | 1               | 5301             | 4,65         |

### Landgemeinden (Dorfsowjets)
| Name                  | Verwaltungssitz        | Anzahl der Orte | Einwohner (2010) | Fläche [km²] |
| --------------------- | ---------------------- | --------------- | ---------------- | ------------ |
| Artjuchowski          | Artjuchowka            | 14              | 0504             | 57,97        |
| Bolschedolschenkowski | Bolschoje Dolschenkowo | 09              | 1712             | 94,25        |
| Djakonowski           | Djakonowo              | 06              | 4897             | 74,89        |
| Katyrinski            | Mitrofanowa            | 09              | 1691             | 58,53        |
| Lobasowski            | Schurawlino            | 08              | 0965             | 47,88        |
| Nikolski              | Stojanowa              | 13              | 0276             | 74,27        |
| Plotawski             | Plotawa                | 06              | 0585             | 35,49        |
| Starkowski            | Starkowo               | 16              | 0652             | 66,01        |
| Filippowski           | Aljabjewa              | 05              | 0224             | 39,59        |
| Tschernizynski        | Tschernizyno           | 06              | 7465             | 74,48        |

## Einwohnerentwicklung
| Jahr | Einwohner |
| ---- | --------- |
| 2002 | 23.877    |
| 2004 | 23.800    |
| 2007 | 23.763    |
| 2009 | 23.876    |
| 2010 | 22.569    |
| 2011 | 22.597    |
| 2012 | 23.188    |
| 2013 | 23.785    |
| 2014 | 24.266    |
| 2015 | 24.532    |
| 2016 | 24.657    |
| 2017 | 24.611    |
| 2018 | 24.477    |
| 2019 | 24.280    |
| 2020 | 24.282    |
| 2021 | 24.272    |